# Messor vaucheri
Messor vaucheri är en myrart som beskrevs av Carlo Emery 1908. Messor vaucheri ingår i släktet Messor och familjen myror. Inga underarter finns listade i Catalogue of Life.